# Quédillac
Quédillac (bret. Kedilieg) – miejscowość i gmina we Francji, w regionie Bretania, w departamencie Ille-et-Vilaine.
Według danych na rok 1990 gminę zamieszkiwało 1018 osób, a gęstość zaludnienia wynosiła 38 osób/km² (wśród 1269 gmin Bretanii Quédillac plasuje się na 574. miejscu pod względem liczby ludności, natomiast pod względem powierzchni na miejscu 335.).